# Cortez (Colorado)
Cortez település az Amerikai Egyesült Államok Colorado államában, Montezuma megyében, melynek megyeszékhelye is. Lakosainak száma 8766 fő (2020. április 1.).

## Népesség
A település népességének változása:

| 2010 | 8 482 |
| 2020 | 8 766 |